# Брохоцин (Сохачевський повіт)
Брохоцин (пол. Brochocin) — село в Польщі, у гміні Брохув Сохачевського повіту Мазовецького воєводства.
У 1975-1998 роках село належало до Варшавського воєводства.